# Rörtjärnbäcken
Rörtjärnbäcken är en bäck som avvattnar Rörtjärnen, Offerdals socken, Krokoms kommun, Jämtlands län. Bäcken är totalt fyra kilometer lång och har en fallhöjd på 99 meter. Den rinner in i Västsjön och fortsätter sedan som Västsjöån.